# Physocephala sabroskyi
Physocephala sabroskyi är en tvåvingeart som beskrevs av Camras 1996. Physocephala sabroskyi ingår i släktet Physocephala och familjen stekelflugor.
Artens utbredningsområde är Bahamas. Inga underarter finns listade i Catalogue of Life.